# Беглецово
Беглецово — деревня в Глебовском сельском округе Глебовского сельского поселения Рыбинского района Ярославской области.
Деревня расположена в юго-западной части Глебовского сельского поселения, к югу от железной дороги Рыбинск—Сонково и юго—западу от железнодорожной станции Кобостово. Она расположилась вдоль левого берега ручья Кипенка, правого притока Волги при пересечении этого ручья автомобильной дорогой Николо-Корма—Глебово. К югу эта дорога выходит к деревне Бабурино, а в северном направлении на дороге стоит деревня Щепетники. Ниже Беглецово на левом берегу Кипенки стоит деревня Мартынцево, а на правом Лаврентьево. В окрестностях деревни находятся садоводческие товарищества.
Деревня Беглецова указана на плане Генерального межевания Рыбинского уезда 1792 года.
Население в 2007 году — 3 человека. Почтовое отделение, расположенное в посёлке железнодорожной станции Кобостово, обслуживает в деревне Беглецово 67 домов.